# Comércio Europeu na Idade Média

## Contexto da Idade Média:  Feudalismo
A organização econômica, política e social da Europa na Idade Média, depois da desagregação do Império Romano, era baseada no Feudo, área de terra concedida de um nobre para outro nobre, estabelecida pela relação horizontal de suserania e vassalagem. Essa relação era baseada em obrigações mútuas entre o suserano e o vassalo, envolvendo a promoção de segurança, o serviço militar, a fidelidade, entre outros. O trabalho nos feudos era realizado pelos servos: camponeses livres, encarregados da produção nas terras feudais, em troca da proteção concedida pelo senhor feudal.
Muitos desses feudos produziam mais do que o suficiente para sustentar o senhor e seus familiares – devido à expansão feudal e o crescimento da mão de obra –, enquanto outros não possuíam recursos suficientes para se abastecer. Dessa forma, os excedentes da atividade agrícola eram comercializados e/ou trocados entre os feudos. Essa era uma das poucas atividades comerciais sobreviventes na Idade Média, o que caracteriza a economia da época como sendo fechada: quando inexiste ou existem poucas trocas.

## O Ressurgimento do Comércio
Sobre a atividade comercial na idade média, não existe um consenso entre os historiadores sobre o real motivo do reaparecimento do comércio, ou das causas por trás do reaparecimento que se deu em pequenos fluxos. De início, a queda do Império Romano significou uma redução das atividades comerciais, mas esse fato, isoladamente, não é suficiente para explicar o "fim" do comércio. Para isso, é preciso considerar a rápida conquista da península ibérica e a dominação do Mediterrâneo, por parte dos mulçumanos, impedindo, assim, o comércio por vias marítimas. Sobre o seu reaparecimento, algumas hipóteses seriam: a fabricação de excedentes no sistema feudal e a reabertura do Mediterrâneo.
Nesse âmbito, a economia da idade média era essencialmente para a subsistência e, por isso, é considerada fechada, ou seja, a troca é limitada ou até mesmo inexistente. O comércio, apesar de suavizado, não chega a ser inexistente. Estudos mostram a atividade dinâmica comercial entre os séculos IV e IX e o aumento significativo por volta do ano 1000. Alguns dos fatores que influenciaram esse aumento do fluxo de produtos foi o ressurgimento das cidades, com ênfase nas cidades italianas e as feiras que ocorriam naquela época.

## Papel das Cidades Italianas
Inicialmente sob a tutela do Império Bizantino no século IX, as cidades localizadas atualmente no território italiano a exemplo, inicialmente, de Veneza, e, posteriormente, Génova, Pisa, e outras, assumiram um papel essencial no comércio europeu. Seus mercadores foram responsáveis por comercializar especiarias como pimenta e canela, e até mesmo a Seda com os bizantinos que, por sua vez, as adquiriram dos chineses, indianos, entre outros, vendendo-as aos europeus por preços mais elevados e, consequentemente, enriquecendo essas cidades.
Essas cidades eram especializadas no comércio de artigos de luxo, como joias, ouro, perfumes, peles de animais e tecidos de luxo e, principalmente, a seda. A comercialização desses produtos era vantajosa, uma vez que compensava a longa viagem dos mercadores, levando em conta os custos de transporte do mercador e da mercadoria e o próprio preço de revenda do produto. O sucesso de tal atividade levou ao crescimento de cidades mais interioranas especializadas na revenda desses artigos para a Europa Ocidental, que serviam de entreposto comercial, como Milão.
Ao longo do tempo, a lucratividade do comércio aumentava em conjunto com a influência das cidades, estabelecendo entrepostos comerciais ao longo do Mar Adriático, no Mar Egeu, principalmente sobre os territórios da atual Grécia e no Norte da África. A criação desses entrepostos ocorreu, majoritariamente, do século XI ao XIV, ao passo que o advento de melhores navios mercantes, melhores rotas de navegação e uma maior eficiência geral do comércio foram possíveis devido às inovações tecnológicas vigentes no período.
Com a prosperidade do comércio por essas cidades, famílias de comerciantes, como os Médici em Florença, dominavam a atividade em determinadas regiões. Além disso, essa prosperidade possibilitou o desenvolvimento para um comércio mais estruturado a partir do controle de qualidade e dos tratados para a comparação de pesos, medidas e moedas entre diferentes povos. Ademais, houve também um aumento do papel do Estado na atividade, impondo o Protecionismo no fim da Idade Média, durante os séculos XIII e XIV.
No início para meados do século XIV, o comércio italiano estava no seu auge, comercializando com diferentes povos – desde os chineses sob a Dinastia Ming até os mongóis. Entretanto, uma série de eventos levou à queda do protagonismo dessas cidades no comércio, como a chegada da Peste Negra na Europa e a queda de Constantinopla para o Império Otomano, marcando o fim do Império Bizantino, o fim da Idade Média para muitos historiadores e, principalmente, a derrocada do comércio europeu pela rota sobre o Mediterrâneo e Médio Oriente, dando espaço para a era das Grandes Navegações.

## As Feiras Durante a Idade Média
Tendo em vista o Renascimento comercial e urbano no século XI, a Europa mudou cultural e economicamente em prol do ressurgimento das cidades que se iniciaram com os Burgos. Houve uma época na qual todas as atividades comerciais eram realizadas nas beiras das estradas acercando os feudos pelos mercadores. Homens que viajavam negociando suas mercadorias iniciaram as atividades bancárias, tornando-se ricos e poderosos. Esse comércio periférico foi um terreno fértil para o surgimento dos burgos, núcleos populacionais próximos aos castelos que, por serem caracterizados como um novo ambiente, diferente dos feudos, deram início à expansão urbana e comercial, uma vez que, neles, o comércio era aceito e praticado. Nesse ambiente, criado pelos mercadores, as feiras se destacaram como importantes entrepostos comerciais e como centro do desenvolvimento urbano.
Uma representação disso são as feiras comerciais, que se popularizaram durante os séculos XII e XIII em diversos países europeus e aconteciam uma vez ao ano nas grandes vilas, maiores que as tradicionais feiras locais encontradas em vilarejos. Nelas existia uma variedade maior de produtos e maior competitividade de mercado, o que tornava os preços mais baixos e possibilitava a compra de mercadorias no atacado. A região de Champanhe na França, Gênova e Veneza na Itália e em Flandres (Bélgica), possuía as feiras mais famosas. Na França o evento era encorajado pelos Condes de Champagne que também forneciam policiamento e pagavam o salário do exército de funcionários responsáveis por supervisionar as feiras. Comerciantes de produtos variados vindos de diversas regiões se reuniam por até 49 dias nas feiras que eram famosas por toda a Europa.
De início, elas comportavam o comércio local, mas sua expansão permitiu a recepção de produtos vindos da África e da Ásia, se tornando grandes pontos comerciais e o destaque do ano para boa parte do povo, que passava dias hospedado nas tabernas mais próximas às feiras, desfrutando de espetáculos públicos como as dançarinas de Champagne e outros artistas de rua. Além desses, outros tipos de entretenimento –  como os jogos de azar e a prostituição – concederam às feiras uma reputação ruim, principalmente diante da Igreja. As feiras comerciais entraram em declínio no século XV, justamente por causa da expansão do comércio, ao ponto que se cria a capacidade de comprar diversos produtos em qualquer lugar e hora.
As feiras comerciais e locais foram fundamentais para o ressurgimento do comércio. Nelas, foi reintroduzido algo que há muito tempo não se usava: a moeda, que servia como base de troca (compra e venda) de mercadorias. Cada feira possuía um banco no qual, além de checar a procedência do ouro, as moedas eram cunhadas e poderiam ser usadas com segurança pelo seu dono para a compra de produtos. As feiras propiciaram a internacionalização das atividades comerciais e, com produtos sendo vendidos e trocados em variadas partes do continente, surgiu a necessidade de uma padronização. Dessa necessidade surge o desenvolvimento de um novo sistema de administração comercial, utilizando taxas de juros e métodos matemáticos modelo, como o sistema decimal e as formas de medida. Tais inovações racionalizam as atividades comerciais e foram importantes para o sistema capitalista racional: as taxas, os juros, o capital, os bancos e o lucro.

## O Comércio no Norte da Europa
O crescimento de redes de comércio no interior da Escandinávia, região da Europa Setentrional que abrange Dinamarca, Suécia e Noruega, e em regiões vizinhas da Europa banhadas pelo Rio Reno, como os atuais Países Baixos e a atual Alemanha, propiciou o desenvolvimento e estabelecimento da Era Viking. Esse momento histórico diz respeito ao período no qual povos de origem germânica habitantes da Escandinávia, conhecidos como Vikings, durante os séculos VIII e XI, realizaram incursões por várias regiões da Europa, saqueando e colonizando terras, criando laços comerciais e estabelecendo novas regiões.
O crescimento populacional da região em que habitavam e a falta de alimentos levaram à necessidade de procura por melhores terras em climas mais amenos, sendo esta uma das principais motivações que levaram os vikings a saírem em expedições. O estabelecimento do comércio com a Europa Ocidental, bem como as trocas marítimas com outros países escandinavos, foram catalisadores para o desenvolvimento dos padrões e redes de comércio de grande escala observados na atividade viking. 
Com o interrompimento do comércio mediterrâneo da Europa Meridional devido à expansão árabe, a Europa Ocidental transformou-se em uma unidade comercial independente, o que significou, para a Escandinávia, até então isolada do comércio europeu, uma oportunidade para realizar negócios com francos, árabes e com o Império Bizantino.
Nos séculos X e XI, os países do norte da Europa foram inseridos no comércio internacional, em especial, pelo acúmulo de escravos oriundos de incursões pelos Vikings, e pela exportação de prata das minas da Saxônia, de grãos vindos da Inglaterra, e de peixes e madeiras escandinavas para a Europa Ocidental. Nas atividades comerciais, adquiriram bens e materiais como seda, especiarias, vinho, âmbar, metais, joias, vidros e cerâmicas, e vendiam mel, estanho, trigo, lã, ferro, peles, couro e marfim de morsa. Os principais centros comerciais eram em Ribe, Kaupang, Birka, Ahu, Truso, Grop Strömkendorf e Hedeby, onde as mercadorias eram levadas e, posteriormente, dispersas na sociedade.
As expedições vikings tinham um caráter mais comercial do que guerreiro, e foram responsáveis pelo início das atividades econômicas nas bacias dos rios Dnieper e Volga, criando uma das mais complexas e promissoras teias comerciais da Europa Oriental, com rotas entre Bizâncio e o Ocidente, e originando, por meio de contatos entre povos eslavos como o Ducado da Polónia, o Reino da Hungria e o Principado de Kiev, uma rede comercial de grande porte e influência nessa região do continente.